# Carrefour (hypermarkt)

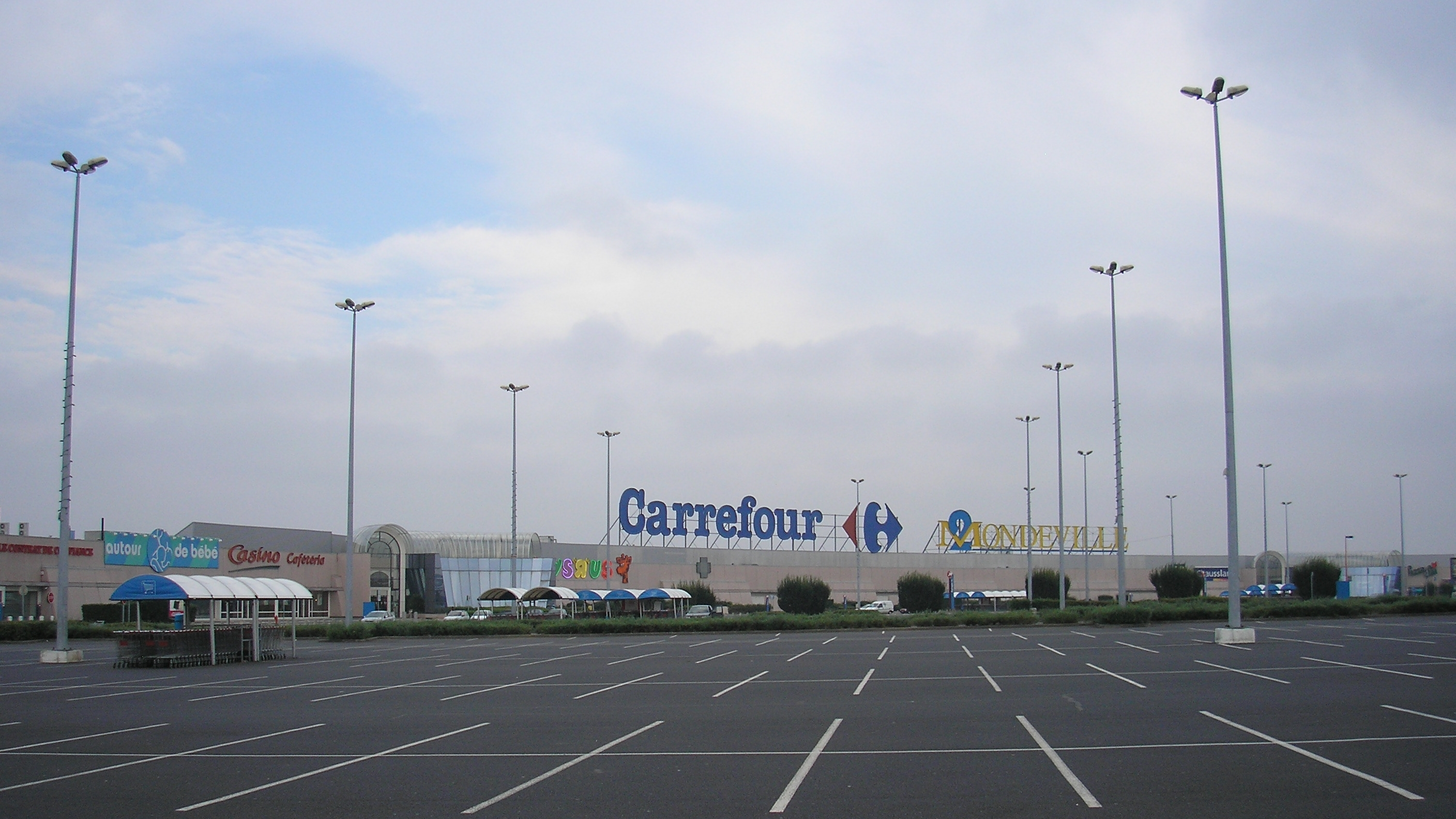
Carrefour hypermarkt in het Mondeville 2 winkelcentrum.

Carrefour is een groot Frans hypermarktconcern opgericht in 1959 in Annecy, met meer dan 15.000 vestigingen in meer dan 31 landen.

## Geschiedenis
In 1959 richtte Marcel Fournier Carrefour op en opende het jaar erop de eerste winkel in Annecy. Hij had het concept van de supermarkt leren kennen tijdens zijn verblijf in de Verenigde Staten. Carrefour bedacht het concept van de hypermarkt in 1963, waarvan de eerste opende in Sainte-Geneviève-des-Bois. Anno 2010 bevond de grootste Carrefour-winkel, daterend uit 1972 en met 25.000 m² winkelvloer, zich bij Villiers-en-Bière, wat zelfs voor een hypermarkt enorm is (het is de grootste van Frankrijk).

## Carrefour in de wereld
Carrefour is de tweede grootste supermarktketen ter wereld, na het Amerikaanse Walmart, en heeft vestigingen verspreid over de hele wereld.
De meeste in Europa (Albanië, Macedonië, Frankrijk, Spanje, Portugal, Italië, Polen, België, Griekenland, Roemenië, Turkije, Bulgarije, Cyprus en Slowakije), waar het concern marktleider is sinds 2005. Maar ook in Zuid-Amerika (Brazilië en Argentinië), in Caribisch gebied (Dominicaanse Republiek en Curaçao), in Azië (China, Taiwan, Maleisië, Indonesië, Irak (Iraaks Koerdistan), Jordanië, Koeweit, Libanon, Oman, Qatar, Saoedi-Arabië, Singapore, Zuid-Korea, Thailand en de Verenigde Arabische Emiraten), en in Afrika (Algerije, Egypte, Marokko, Kenia, Oeganda, Tunesië, Ivoorkust en Kameroen) heeft Carrefour vestigingen.
In de Verenigde Staten en Nederland is Carrefour niet aanwezig.

### België
De keten GB was reeds een fusie van verschillende ketens, die alle verenigd werden in de moederholding, de GIB-group, met name: Grand Bazar, Inno(vation) en Bon Marché.
De winkels van GB werden in 2000 overgenomen door Carrefour. Buiten de 56 Carrefour-hypermarkten, telde de grootste Belgische supermarktketen in 2007 ook nog 372 Carrefour Market-vestigingen en 164 Carrefour Express-winkels. In 2010 sloot Carrefour zestien Belgische vestigingen, waardoor 1200 mensen hun baan verloren.
In 2013 werd bekend dat de Carrefour Planets en -hypermarkten simpelweg Carrefour zullen heten en dat op de gevels van Carrefour Market- en Express-vestigingen het woord "Carrefour" zal verdwijnen en in plaats daarvan enkel het logo van Carrefour met de toevoeging Market of Express te zien zal zijn.
In 2013 telde Carrefour België 45 hypermarkten (waarvan 15 Planets), 422 Carrefour Markets en 236 Carrefour Express.

#### Formules
- Carrefour hypermarkt
- Carrefour Planet, hypermarkten
- Carrefour Market, supermarkten
- Carrefour Express, gemakswinkels
- Carrefour Drive, e-commerce

### Europa(2007)[6]
| Land                  | Eerste winkel | Aantal | Hyper- markten | Super- markten | Hard Discounters | Convenience Stores | Cash & Carry |
| --------------------- | ------------- | ------ | -------------- | -------------- | ---------------- | ------------------ | ------------ |
| België                | 2000          | 593    | 56             | 280            | -                | 257                | -            |
| Frankrijk             | 1960          | 5.515  | 218            | 1.021          | 897              | 3.245              | 134          |
| Griekenland en Cyprus | 1991          | 851    | 28             | 210            | 397              | 216                | -            |
| Italië                | 1972          | 1.579  | 59             | 485            | -                | 1.015              | 20           |
| Polen                 | 1997          | 353    | 72             | 277            | -                | 4                  | -            |
| Portugal              | 1992          | 420    | -              | -              | 471              | -                  | -            |
| Roemenië              | 2000          | 11     | 11             | -              | -                | -                  | -            |
| Spanje                | 1973          | 3.163  | 161            | 87             | 2.912            | 3                  | -            |
| Turkije               | 1993          | 637    | 19             | 99             | 519              | -                  | -            |
| Europa                | 1960          | 13.173 | 624            | 2.459          | 5.196            | 4.740              | 154          |

In 2010 stootte Carrefour de Spaanse discountsupermarktketen Dia af.